# Percy Harvin
William Percival „Percy“ Harvin (* 28. Mai 1988 in Virginia Beach, Virginia) ist ein ehemaliger US-amerikanischer American-Football-Spieler auf der Position des Wide Receivers. Er wurde auch als Return Specialist eingesetzt und spielte in seiner Karriere für die Minnesota Vikings, Seattle Seahawks, New York Jets und Buffalo Bills in der National Football League (NFL).

## Karriere

### College
Harvin spielte College Football bei den Florida Gators der University of Florida. In seinem ersten Jahr, dem sogenannten Freshmen-Year, wurde er als College Freshman of the Year ausgezeichnet. Sein Team gewann das BCS National Championship Game, Percy Harvin, der abwechselnd als Wide Receiver und als Quarterback eingesetzt wurde, kam auf 22 erlaufene Yards sowie einen Touchdown und fing Pässe für 60 Yards.
Nach Beendigung seiner College-Karriere kam Harvin insgesamt auf 133 gefangene Bälle für 1.929 Yards und 13 Touchdowns sowie 1.852 erlaufene Yards und 19 Touchdowns. Mit 32 Touchdowns hält er die Rekordmarke für einen Wide Receiver an der University of Florida.

### NFL

#### Minnesota Vikings
Im Zuge der NFL Combine wurde Harvin positiv auf Marihuana getestet. Dennoch verpflichteten die Minnesota Vikings den damals 20-jährigen Wide Receiver als ihren ersten Spieler im NFL Draft 2009. Seinen ersten Touchdown erzielte er direkt im Eröffnungsspiel gegen die Cleveland Browns. Als erster Spieler der Minnesota Vikings konnte er in den ersten drei Saisonspielen jeweils einen Touchdown erzielen. Am Ende seiner ersten Saison verbuchte Harvin acht Touchdowns, zwei davon durch Kickoff-Returns sowie durchschnittlich neun Yards pro Spielzug. Überraschend wurde er nach seiner ersten Spielzeit in den Pro Bowl als Kick-Returner gewählt. Er wurde außerdem mit dem NFL Rookie of the Year Award ausgezeichnet.

#### Seattle Seahawks
Am 11. März 2013 wurde Harvin für die Draftrechte in der ersten und siebten Runde im NFL Draft 2013, sowie das Draftrecht in der dritten Runde im NFL Draft 2014 zu den Seattle Seahawks getauscht, mit denen er gleich in der ersten Saison den Super Bowl (Super Bowl XLVIII) gewann. Er selbst erzielte direkt nach Anpfiff der zweiten Halbzeit einen Touchdown nach einem Kickoff-Return.
Die Minnesota Vikings verpflichteten mit ihren Draftrechten 2013 den Cornerback Xavier Rhodes und den Guard Travis Bond sowie mit ihrem Draftrecht 2014 den Runningback Jerick McKinnon.

#### New York Jets
Nach einem mäßigen Saisonstart in die Saison 2014, wurde Harvin nach dem 6. Spieltag für ein Draftrecht von den Seahawks zu den New York Jets getauscht.
Nach der Saison wurde Harvin von den Jets in die Free Agency entlassen.

#### Buffalo Bills
Kurz nach seinem Vertragsende bei den Jets wurde Harvin für ein Jahr von den Buffalo Bills engagiert.
Nach einem vielversprechenden Start mit den Bills in die Saison 2015 hatte Harvin erneut mit Verletzungsproblemen zu kämpfen und wurde nach acht Spieltagen in die Reserve ("Injury Reserve") verschoben, womit diese Spielzeit frühzeitig für ihn beendet war.
Nach der Saison 2015 beendete er im Alter von 27 Jahren seine Karriere.
Im November 2016 gab er sein Comeback bei den Buffalo Bills bekannt. Nach der Saison 2016 gab er sein erneutes Karriereende bekannt.
Im Oktober 2019 erklärte er, bei all seinen NFL-Spielen unter Drogen gestanden zu haben. Zitat: “There’s not a game I played in that I wasn’t high”.